# Mikasa MVA 200

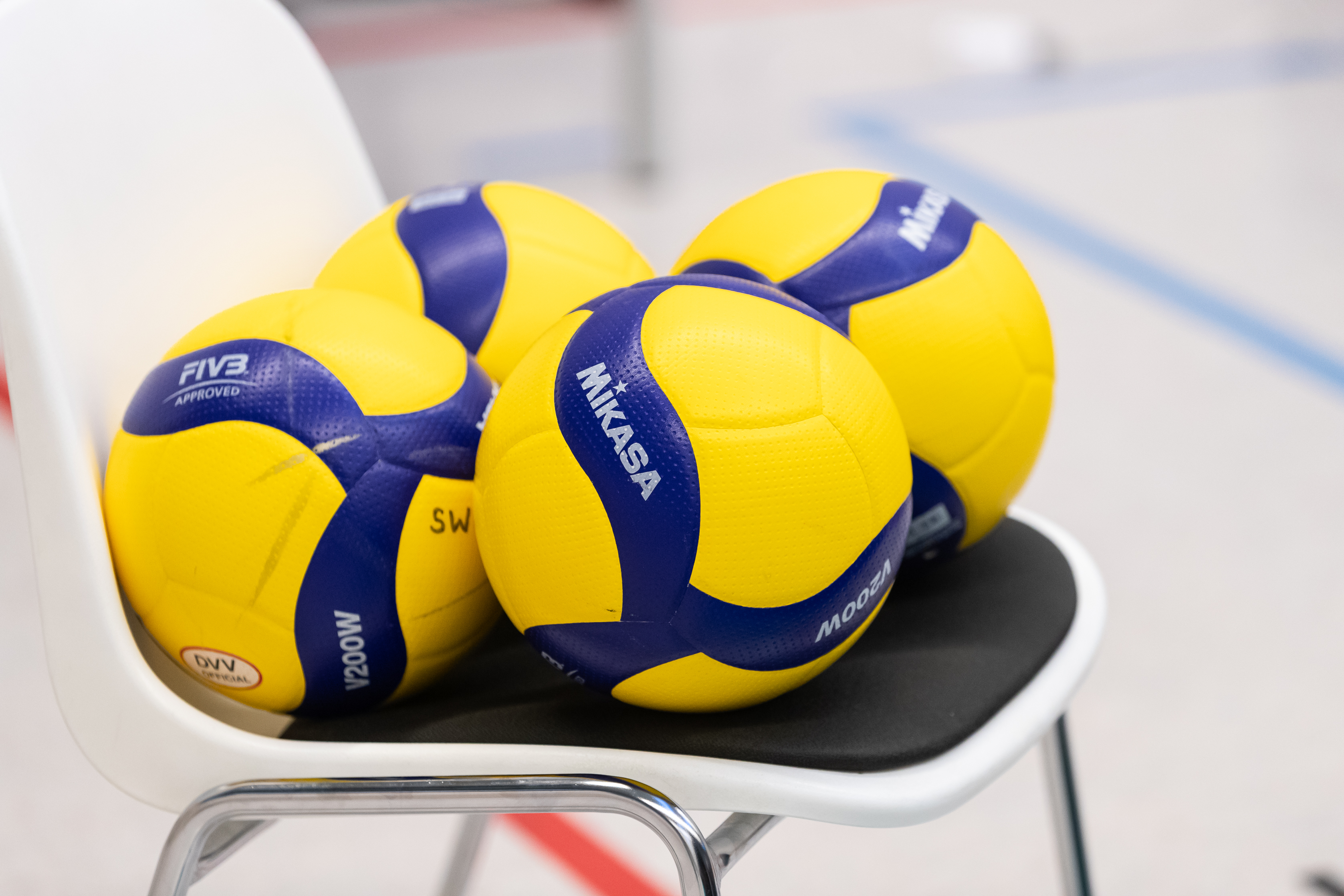
Piłka Mikasa MVA 200 charakteryzuje się specyficznym układem łat (fot. 2021)

Mikasa MVA 200 – piłka meczowa do piłki siatkowej wyprodukowana przez firmę Mikasa. Używana jest zarówno w meczach międzynarodowych, jak i rozgrywkach krajowych siatkarzy i siatkarek.
Mikasa MVA 200 została stworzona na Letnie Igrzyska Olimpijskie 2008, a swoją premierę miała 8 sierpnia 2008 roku podczas pierwszego meczu turnieju olimpijskiego. 
Tradycyjnych osiemnaście płatów zastąpionych zostało ośmioma przypominającymi "płatki". Układ kolorów został zmieniony z niebieskiego, białego i żółtego na niebieski i żółty, co zwiększa widoczność piłki. Zmiana powierzchni poprawiła przyczepność piłki do dłoni, większa miękkość zapobiega dużej sile uderzenia czy też jej zmniejszona sprężystość, co zapewnia większą kontrolę nad piłką. 